# Thaissa Presti
Thaissa Barbosa Presti (São Paulo, 26 de abril de 1988) es una deportista brasileña de atletismo especialista en las disciplinas 100 m, 200 m y 4 x 100 m relevo.
Asistió junto al equipo de atletismo de su país a los Juegos Panamericanos de 2007 realizados en Río de Janeiro donde participó en los  4 x 100 m, y a los Juegos Olímpicos de Pekín 2008 donde estuvo en la misma prueba; en este último torneo, alcanzó el cuarto lugar junto a Rosemar Coelho Neto, Lucimar de Moura y Rosângela Santos. También logró el quinto lugar en el Campeonato Mundial de Atletismo de 2009 en Berlín, corriendo en los 4 x 100 m relevo junto a Rosemar Maria Neto, Lucimar de Moura y Vanda Gomes.
A nivel iberoamericano ganó la medalla de oro en los 4 x 100 m relevo junto a Ana Claudia Lemos da Silva, Vanda Gomes y Bárbara Leôncio en el XIV Campeonato Iberoamericano de Atletismo de 2010 en San Fernando, España.
En el ámbito sudamericano, participó en el Campeonato Sudamericano de Atletismo realizados en São Paulo 2007 y Lima 2009. En la primera competencia recibió la presea dorada en los 4 x 100 m relevo junto a Luciana Alves dos Santos, Lucimar de Moura y Thatiana Regina Ignâcio, y la medalla de bronce en los 100 m y 200 m; en la segunda competencia recibió la medalla de plata en los 200 m y 4 x 100 m relevo, mientras que ganó la medalla de bronce en los 100 m.